# 紹沙河

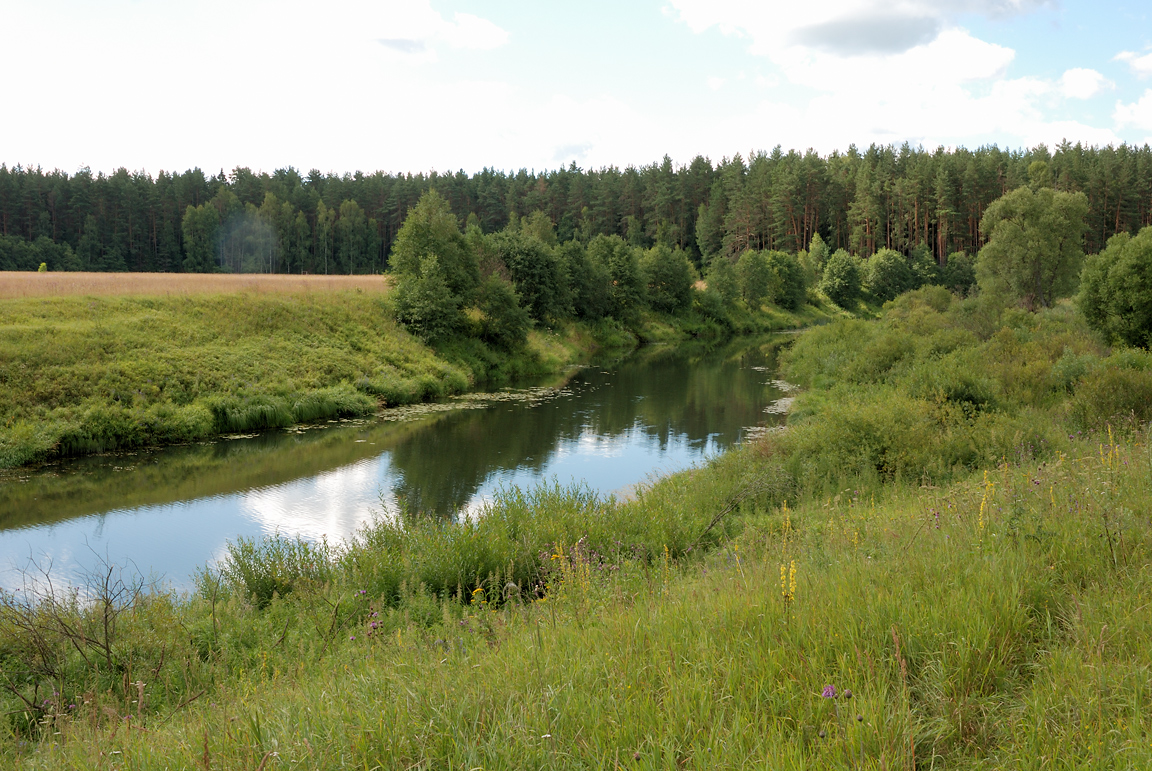
紹沙河

紹沙河是俄羅斯的河流，位於特維爾州和莫斯科州，屬於伏爾加河的右支流。
紹沙河全長163公里，流域面積3,080平方公里，最後注入伊萬科沃水庫，河道每年11月至3月結冰。